# Riu Viatka
Riu Viatka (Riu de la Rússia Oriental, tributari per la riba dreta del riu Kama, a la Conca del Volga).
Té les seves fonts en els pantans Pietujovskiia i Porubskaiia de la part NE. del govern de Viatka, a 30 k. NNO. de Glazov, pels 58º 29' de latitud N., i 52º 9' de longitud E., del Meridià de Greenwich, al peu del vessant occidental d'una petita serralada d'altures, que separa la seva conca de la del Kama, el naixement del qual es troba a 53 k. SE. Dos rierols que s'uneixen molt aviat formen el curs del Viatka, que avança vers el NNO, en línia recta per més de 100 k. De curs lent, entre ribes baixes cobertes de boscos, per una llera de sorra i còdols. A Iekaterinenskoie (riba dreta), el riu descriu un giravolt que li dona la direcció SO. Les ribes s'eleven, s'ajunten un xic i el corrent és més ràpida. El Viatka rep per l'esquerra el Bélaia Jalunitza i per la dreta el Kobra i el Fedorovka seguint el seu sinuós curs, però sempre vers el SO., fins Xhestakov. En aquesta població rep (per la dreta) el Letka, que el fa desviar vers el S. el riu augmenta de volum, s'eixampla més i més entre les riberes cada vegada més altes compongues per roques esquistoses. A Slobodskói, en la confluència de Jolunitza (per l'esquerra), mesura, per terme mitjà, 340 m. d'ample i 10 de profunditat, sent navegable inclús per les embarcacions de vapor.

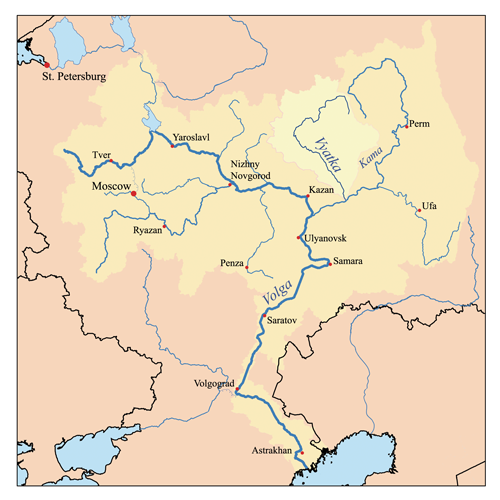
Mapa de la ubicació del riu Viatka a la Conca del Volga

A 22 k. Més avall de Slobodskói, rep (per l'esquerra) el seu principal afluent el Jeptsà, un riu de 330 k. Per una conca de 18.130 k.², després es desvia vers l'O., i guanya, després d'algunes sinuositats, la població de Viatka, que deixa a la seva dreta, davant un vast banc d'arena, que divideix el corrent en diversos braços. Aquí les ribes es fan més planes, cobertes de prats i terres fèrtils però molt sovint no gaire cultivades. De Viatka a Orlov descriu un gran semicercle, que quan acaba gira vers el N., marcat per la confluència (per la dreta) del Velikaia. A partir d'Orlov fins Kotélnitx, on arriba poc després d'haver rebut (per la dreta) el Moloma, corre al SO.,; més tard, després d'un curs de 30 k. vers el S., pren la direcció SE., més tard la del SEE, la qual conserva fins a la seva desembocadura, a pesar del gran nombre de sinuositats.
El Viatka desemboca en el Kama, 20 k. Més avall de Mamadix (riba esquerra), després d'un curs de 1.141 k. Dels quals 665 són navegables, per una conca de 130.940 k². Presenta una vasta xarxa navegable i flotable que anima aquesta comarca molt desproveïda de mitjans de comunicació; té 30 ports i serveix per al transport de cereals, productes minerals i forestals de l'Ural: ferro, coure en brut o transformat en màquines, canons, rails, etc., com també pel transport de fusta per la construcció.
El Viatka és pressa del gel durant més de cinc mesos, des de mitjan novembre fins a finals d'abril per terme mitjà. Les avingudes de la primavera i de la tardor són considerables.